# بوفالو (مینه‌سوتا)
بوفالو  (به انگلیسی: Buffalo) شهری در شهرستان رایت ایالت مینه‌سوتا در کشور ایالات متحده آمریکا است که جمعیت آن در سرشماری سال ۲۰۱۰ میلادی، ۱۵۴۵۳ نفر بوده‌است.